# Matthew Green (Politiker)
Matthew Green (* 10. September 1980) ist ein kanadischer Politiker, der seit 2019 als Mitglied der Neue Demokratische Partei für den Wahlkreis Hamilton-Centre in Unterhaus tätig ist.

## Frühes Leben
Green wuchs in Hamilton auf und erhielt einen Bachelor-Abschluss in Politikwissenschaft von der Acadia University. Später besuchte er die McMaster University in Hamilton.

## Politische Karriere
Green wurde 2014 in den Stadtrat von Hamilton gewählt. Er wurde der erste Afrokanadier, der in den Stadtrat von Hamilton gewählt wurde. Er war wegweisend dafür, dass Hamilton die erste Stadt in Ontario wurde, die Kurzzeitkredit regulierte. 2017 trat er der Neue Demokratische Partei bei, wegen des Kampfes des Parteivorsitzenden Jagmeet Singh gegen Racial Profiling. 2018 wurde er Direktor des Hamilton Center for Civic Inclusion (HCCI), einer gemeinnützigen Organisation, die sich für die Gleichberechtigung der Rassen einsetzt. Green strebte keine Wiederwahl an, sodass er 2019 für das Unterhaus kandidieren konnte. Sein Wahlkampfleiter von 2014, Nrinder Nann, wurde zu seinem Nachfolger im Stadtrat von Hamilton gewählt. 2019 wurde er für den Wahlkreis Hamilton-Center ins Unterhaus gewählt. Er gewann mit 46 Prozent der Stimmen; 8000 Stimmen Vorsprung auf den Liberalen Kandidaten. Er wurde das erste schwarze Abgeordneter von Unterhaus seit Lincoln Alexander vor fast vierzig Jahren. Green wurde bei der Unterhauswahl 2021 mit 48,7 Prozent der Stimmen wiedergewählt. Als Abgeordneter von Unterhaus war Green ein ausgesprochener Gegner der Polizeigewalt und hat ein Verbot des Einsatzes von Reizstoff durch die Polizei befürwortet. In einem Interview mit dem amerikanischen sozialistischen Magazin Jacobin im Oktober 2021 befürwortete Green eine nationale Vermögenssteuer. Im März 2022 wurde er für den parlamentarischen Ausschuss nominiert, der den „Freedom Convoy“ untersuchte.